# 荷兰射电天文研究所
荷兰射电天文学研究所（英語：Netherlands Institute for Radio Astronomy，简称ASTRON）是荷兰的射电天文学研究机构，成立于1950年。其主要办公场所位于荷兰德伦特省德温厄洛德温海尔德国家公园。ASTRON是荷兰科学研究组织（NWO）的成员。